# 异形藻片蟹
异形藻片蟹（学名：Huenia proteus）为蜘蛛蟹科藻片蟹属的动物。分布于日本、夏威夷、澳大利亚、印度、红海、东非、南非以及中国大陆的广东等地，生活环境为海水，一般栖息于海边岩石或藻类间，有时生活在具卵石的海底，一般水深不超过50米。